# Patates xips
Les patates xips (provinent de l'anglès dels Estats Units chip), també anomenades creïlles i comunament conegudes al País Valencià com a papes, són un plat aperitiu o snack consistent en llesques primes de patata fregides amb oli. A Catalunya, País Valencià i Balears hi ha empreses que comercialitzen patates xips, com Matutano-Lays Co., Grefusa, Papas Vicente Vidal o Frit Ravich.
Normalment les patates se solen tallar en forma de disc, que siguen en forma plana o ondulada. S'han de tallar ben fines amb una mandolina, tornar-les a passar per aigua per treure'ls el midó i deixar-les assecar amb paper de cuina, per tal d'evitar esquitxades a l'hora de fregir-les. S'escalfa oli (preferiblement en una cassola petita) i es posen les patates d'una en una fins que siguin rosses; en acabar es tornen a posar en paper absorbent per escórrer l'oli, i finalment se salen.
Les va inventar per atzar el cuiner George Cruma quan un client del seu restaurant de Saratoga Springs (Nova York) es queixava que les patates fregides que li havien servit eren massa gruixudes; Cruma va tornar a fer les patates, més fines, però el client les continuava de refusar. Després de diversos intents, Cruma va tallar unes patates ben fines i les va fregir en oli ben calent, afegint-hi molta sal a la fi expressament perquè el client les trobés salades. Però est va quedar tant satisfet que així ho va fer saber a la resta de comensals, que van acabar demanant que els preparessin unes patates iguals. A partir d'aquell moment el restaurant es va fer famós per les "Saratoga Xips", i el cuiner va acabar muntant el seu propi local oferint-les com a especialitat de la casa.

## Galeria de producció

El procés de fer patates xips
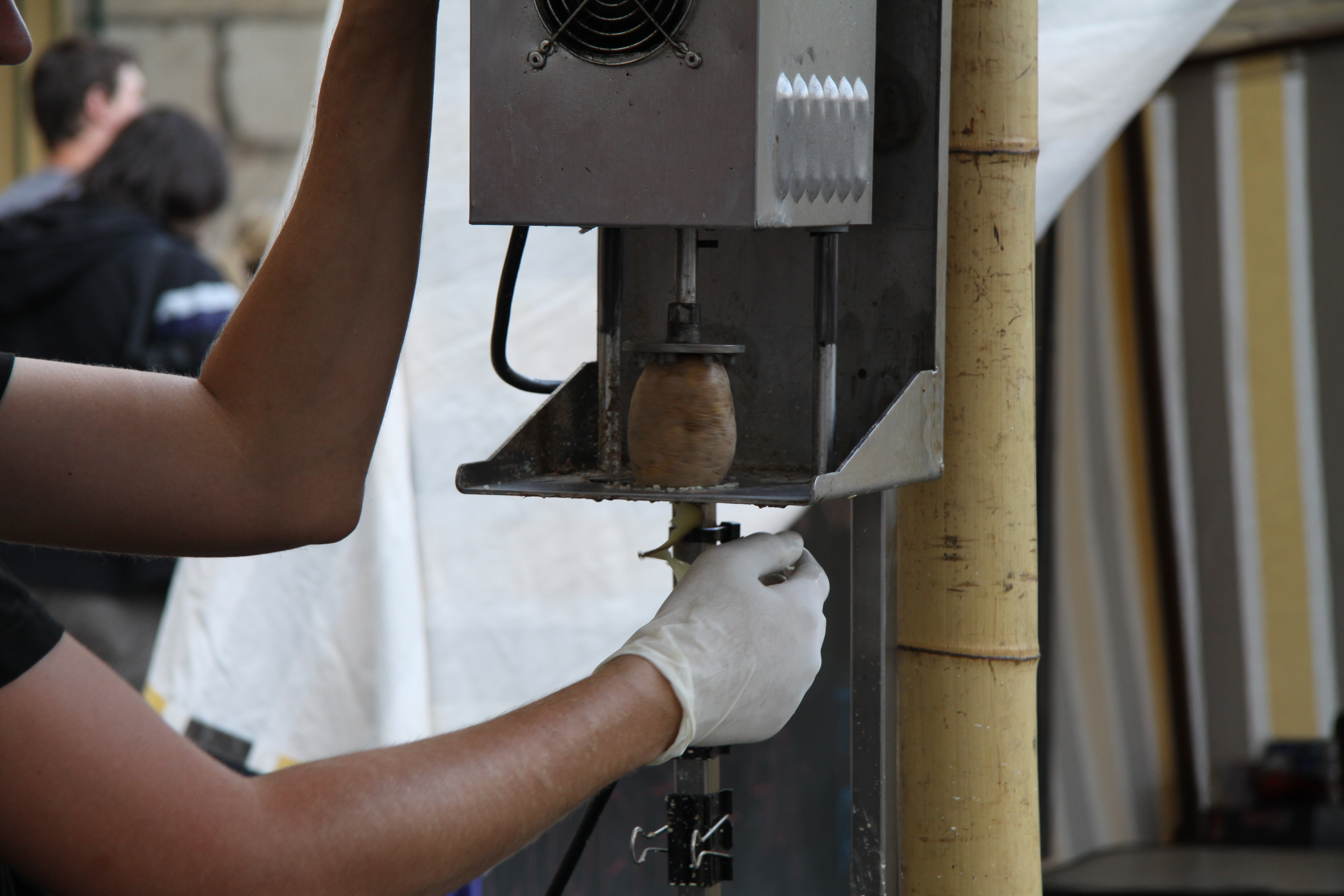
Les patates es tallen fent gires la fulla
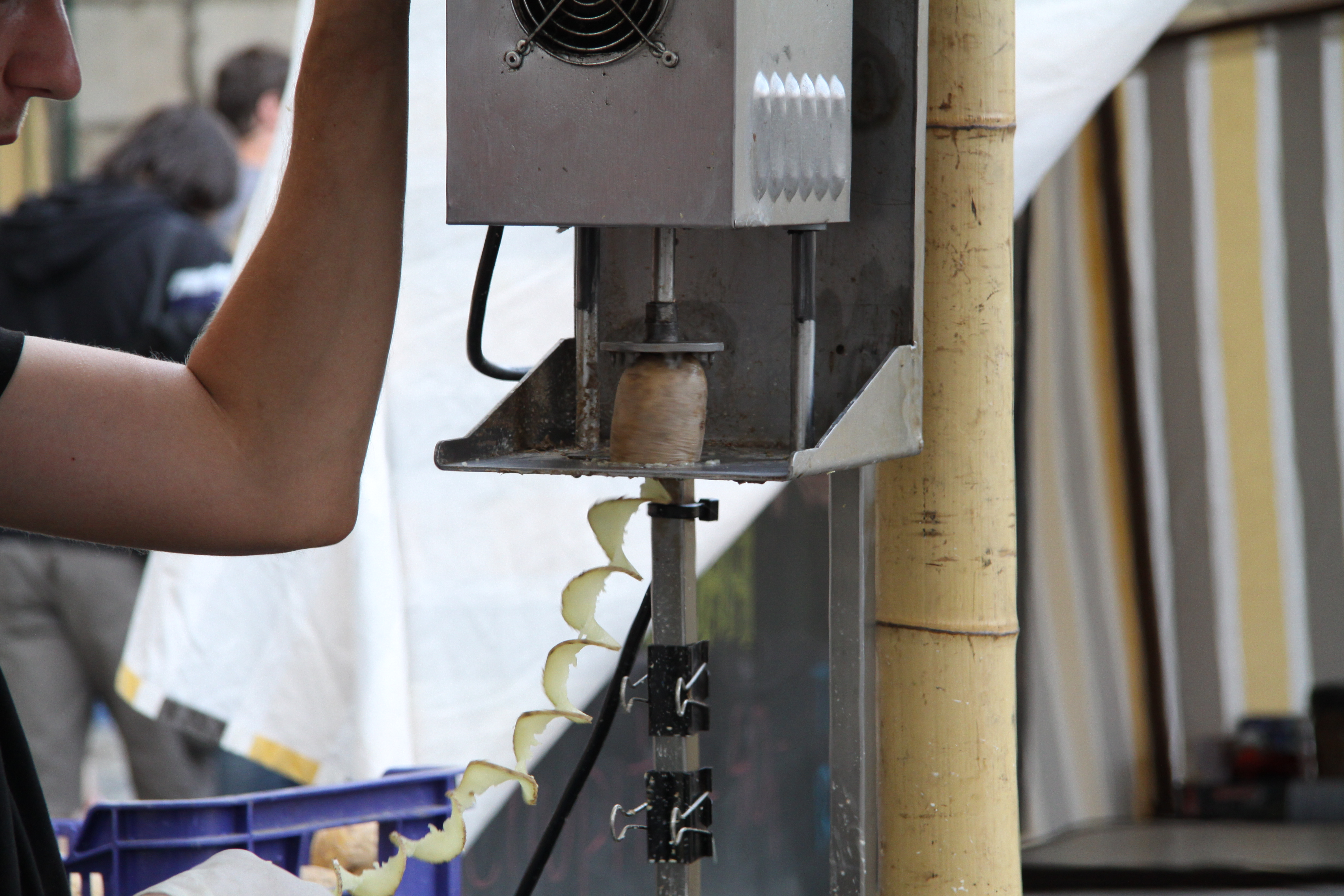
Es fan tires llargues i estretes
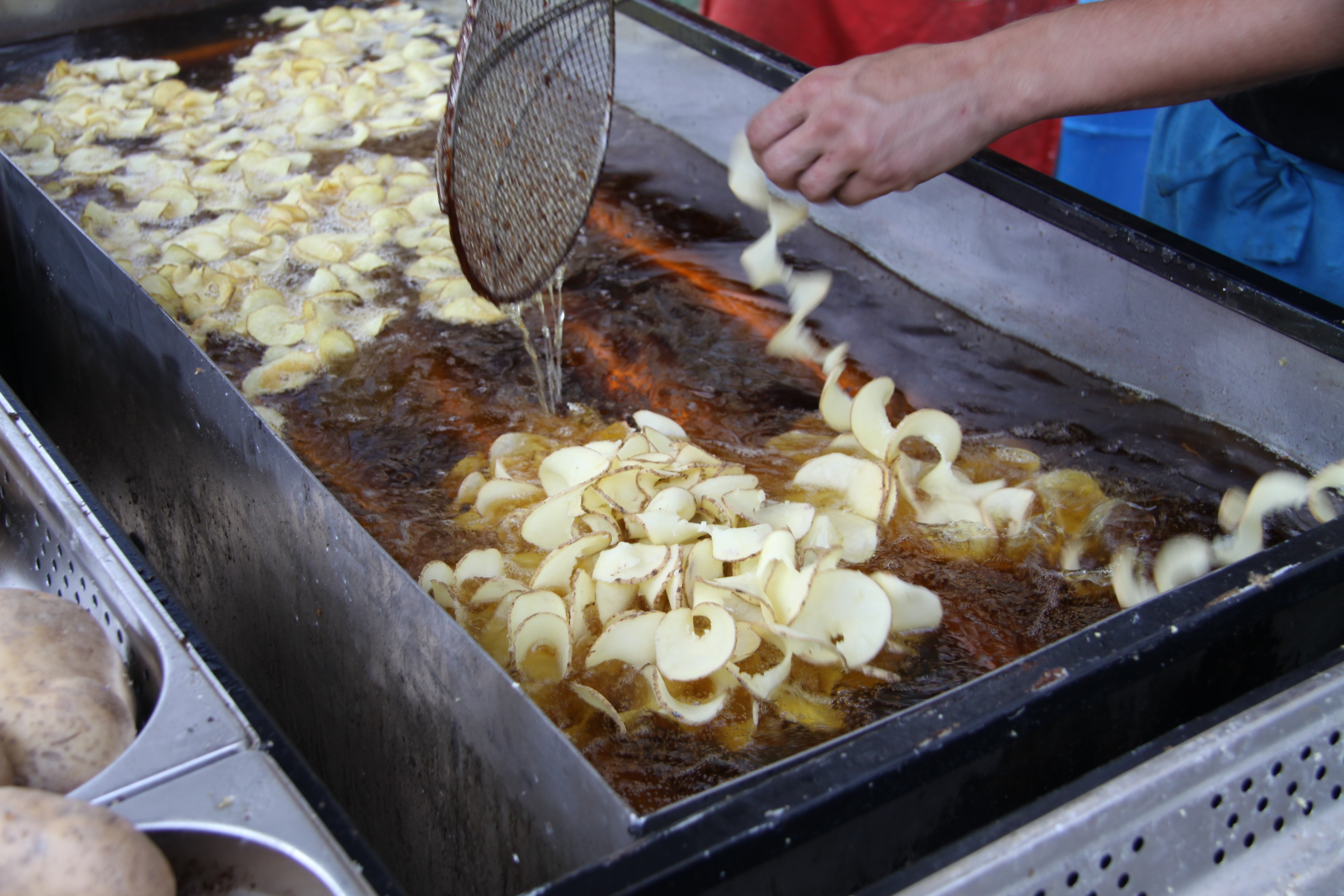
Les tires de patates es fregeixen en oli calent
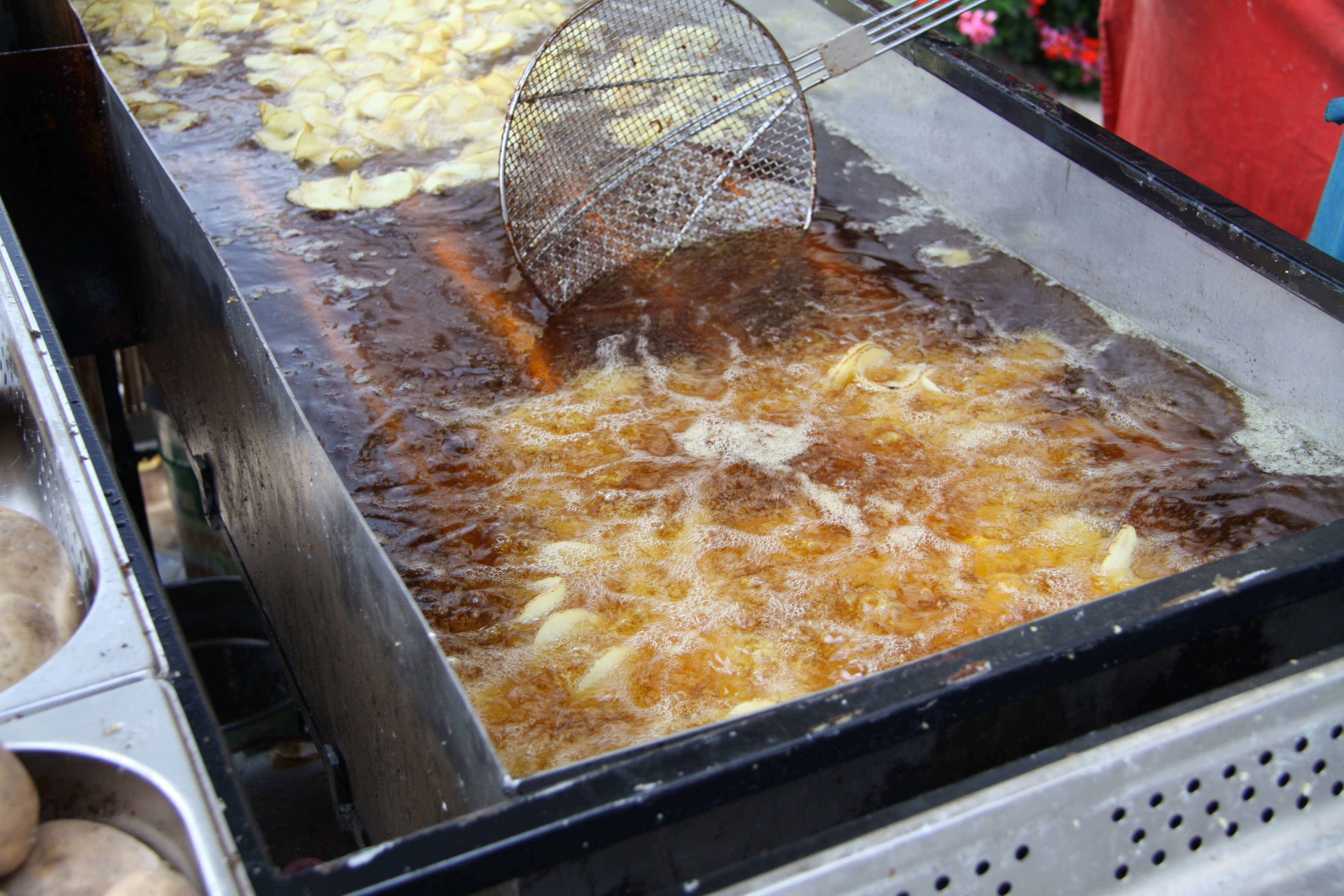
La fregida dura diversos minuts
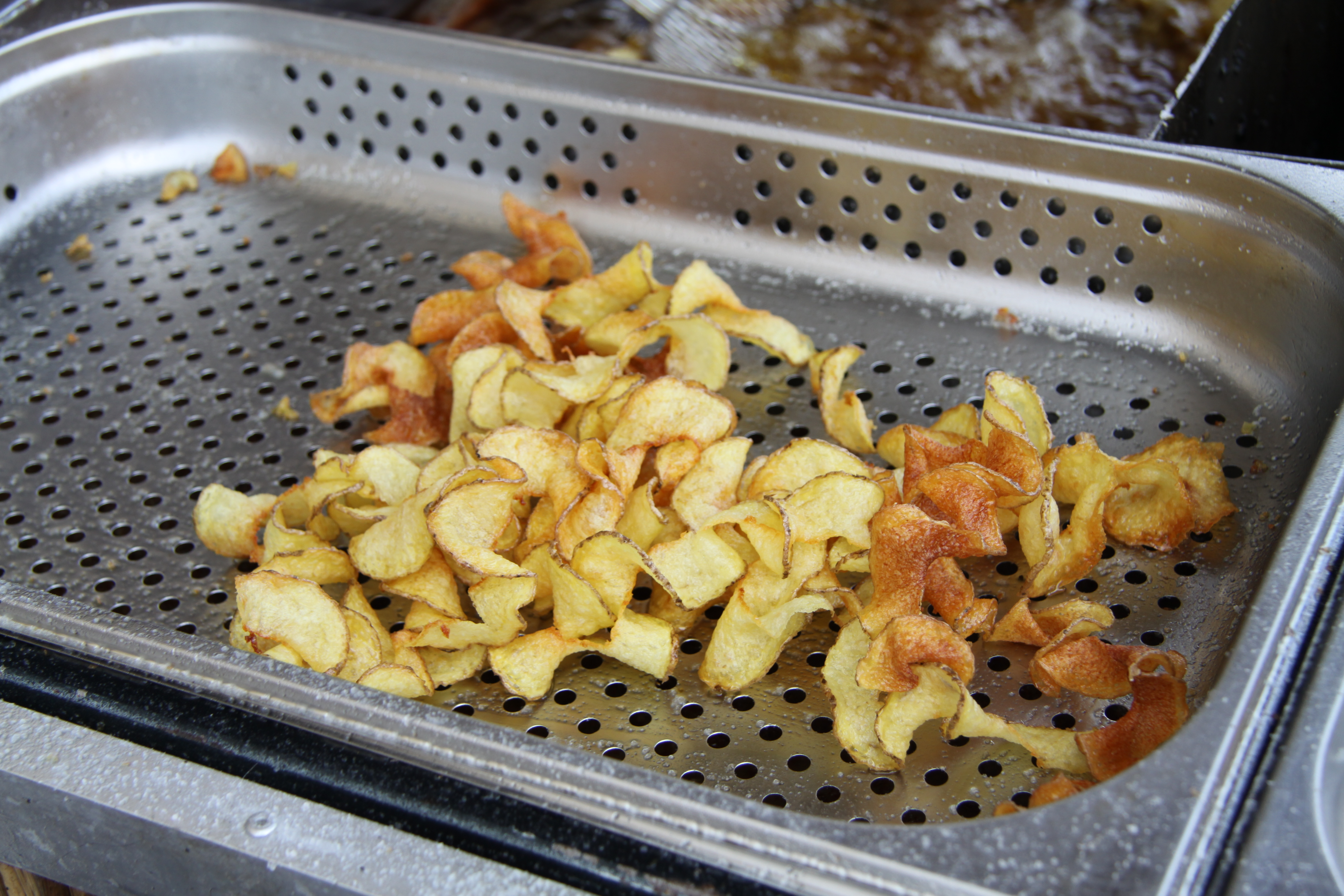
El producte és acabat